# Svarta hål (Tingsås socken, Småland)
Svarta hål är en sjö i Tingsryds kommun i Småland och ingår i Mieåns huvudavrinningsområde.